# Comitatul Devonshire, Massachusetts
Comitatul Devonshire, Massachusetts, conform originalului, Devonshire County, Massachusetts, sau mai exact, conform numelui istoric, Devonshire County, District of Maine, Massachusetts Bay Colony, a fost un comitat istoric al perioadei pre-statale a statului american Massachusetts, care a avut o existență efemeră, ființând pentru doar doi ani, între 1674 și 1675, când statul american de mai târziu, sub numele de Massachusetts Bay Colony, era colonie britanică. 
Numele comitatului a fost dat în onoarea ducelui de Devonshire, conform originalului Duke of Devonshire, care este un titlu nobiliar englez deținut de membrii familiei Cavendish. 